# مؤسسه فرهنگ‌های تگزاس
موسسه فرهنگهای تگزاس (به انگلیسی: Institute of Texan Cultures) یک مرکز مطالعات فرهنگی در سن آنتونیو در تگزاس است.
این موسسه زیر نظر دانشگاه تگزاس در سن آنتونیو اداره می‌شود.